# Aragonka
Aragonka este o arie protejată (sit de importanță comunitară — SCI) din Croația întinsă pe o suprafață de 0,78 ha, integral pe uscat.

## Localizare
Centrul sitului Aragonka este situat la coordonatele 42°42′48″N 18°01′11″E / 42.713317°N 18.019796°E.

## Înființare
Situl Aragonka a fost declarat sit de importanță comunitară în iulie 2013 pentru a proteja 1 specie de animale.

## Biodiversitate
Situată în ecoregiunea mediteraneană, aria protejată conține 1 habitat natural: Peșteri inaccesibile publicului.
La baza desemnării sitului se află o specie protejată de  mamifere: liliacul mare cu potcoavă (Rhinolophus ferrumequinum).